# Tomodachi Collection
Tomodachi Collection  (トモダチコレクション?, Tomodachi Korekushon, Collezione Tomodachi) è un videogioco di simulazione sviluppato e pubblicato nel 2009 da Nintendo per Nintendo DS. Il titolo è stato distribuito esclusivamente per il mercato giapponese.

## Modalità di gioco
La modalità di gioco ha delle somiglianze con la serie di The Sims. Il giocatore utilizza i Mii per interagire nel gioco. È possibile trasferire i Mii dalla Wii al Nintendo DS o crearne dei nuovi direttamente sulla console portatile grazie al Creatore di Mii all'interno del gioco. I giocatori possono fare amicizia e svolgere le attività quotidiane. Possono anche dare vestiti, cibo e oggetti speciali ai Mii affinché questi acquisiscano esperienza. Man mano che il giocatore svolge diverse attività e guadagna più soldi nel gioco, vengono sbloccati nuovi luoghi. I Mii, inoltre, possono instaurare relazioni, come ad esempio amicizie.
I Mii possono sognare, e puoi vedere i loro sogni toccando il simbolo “夢” (Yume) nei loro pensieri. Entrando nel sogno di un Mii, si potrà giocare a dei minigiochi, simili a quelli presenti in Tomodachi Life. I sogni si verificano dalle 12:00 di sera alle 5:59 del mattino.
Relazioni

Schermata di creazione di un Mii

I Mii possono avere relazioni tra di loro, si suddividono in:
Amicizia
Quando appare un balloon nero sopra l'appartamento di un Mii, quest'ultimo chiederà dei consigli per approcciare un altro abitante dell'isola. Se l’incontro va bene, diventano amici; se va male, restano semplici conoscenti o iniziano a non piacersi.
Amore
I Mii si possono innamorare. È possibile iniziare una relazione entrando in una stanza con un balloon rosa a forma di cuore. Se il Mii sarà in buoni rapporti con l'amato, avrà più possibilità di fare colpo, ma allo stesso tempo potrebbe verificarsi un rifiuto, rendendo le relazioni simili alla vita vera.
Giochi
Quando entri in una stanza con un balloon verde, si può giocare ad alcuni minigiochi con gli abitanti con la possibilità di vincere dei premi. Se si vince si può scegliere tra una scatola grande, media o piccola e ricevere un tesoro delle dimensioni della scatola selezionata. Se si perde, si riceverà fazzoletti o carta igienica. I minigiochi sono sette:
- Un, due, tre, stella!
- Asino
- Memory
- Indovina la sagoma
- Scrittura "con le natiche"
- Acchi Muite Hoi[1] (versione unilaterale)
- Acchi Muite Hoi (versione classica)

## Sviluppo
I Mii non erano presenti nei primi giochi per Nintendo DS, essendo stati originariamente sviluppati solo per Wii e pubblicati il 19 novembre 2006. Sono comparsi per la prima volta sul DS solo due anni dopo, nel 2008, in Walk with me!. Tomodachi Collection è stato pubblicato un anno dopo, solo in Giappone, il 18 giugno 2009. Sebbene sia stato pubblicato solo sul mercato giapponese, il 9 novembre 2013 è stata pubblicata una traduzione creata dai fan in inglese, alla quale si è ispirata un'ulteriore traduzione in italiano.
Tomodachi Collection è stato sviluppato da un piccolo team del Nintendo SPD con Yoshio Sakamoto a capo della produzione. È stato inizialmente concepito come una “versione per adulti” del videogioco di cartomanzia Hamtaro pubblicato nel 2000 e distribuito solo in Giappone, intitolato “Tottoko Hamtaro: Tomodachi Daisakusen Dechu”, e originariamente intitolato Otona no Onna no Uranai Techō (大人のオンナの占い手帳, letteralmente “Il taccuino di cartomanzia della donna adulta”).
È stato rivelato che la creazione dei personaggi ispirata al fukuwarai, originariamente sviluppata per Tomodachi Collection, è diventata la base per la creazione dei Mii.
Gli sviluppatori erano interessati a un lancio sul mercato occidentale, ma, a causa dei limiti tecnici della console, non sono riusciti a localizzare il software di sintesi vocale per gestire le parole in inglese.

## Accoglienza
| Testata | Giudizio |
| ------- | -------- |
| Famitsū | 29/40    |

La rivista giapponese Famitsū ha assegnato a Tomodachi Collection un punteggio di 29 su 40. Il titolo è stato molto apprezzato dalla fanbase giapponese.

### Vendite
È stato il gioco più venduto in Giappone nella settimana della sua uscita, con circa 102.000 copie vendute. Al 28 settembre 2009, aveva venduto 1,15 milioni di copie in totale, diventando il quarto gioco più venduto in Giappone nella prima metà dell'anno fiscale 2009. Alla fine dell'anno fiscale 2009-2010, il 31 marzo 2010, Nintendo ha riferito che il gioco aveva venduto 3,2 milioni di copie.

## Sequel
Il sequel del gioco per Nintendo 3DS intitolato Tomodachi Collection: New Life è stato pubblicato in Giappone il 18 aprile 2013 e il 6 giugno 2014 in Nord America e Europa con il titolo Tomodachi Life. Il gioco è stato il più venduto in Giappone nella settimana della sua uscita, con circa 404.858 copie vendute. Un altro sequel, Tomodachi Life: Una vita da sogno, è stato annunciato per il 2026 per la famiglia di console Nintendo Switch durante un Nintendo Direct.